# BK Runa
El Professional'nyj Basketbol'nyj klub Runa (ruso профессиональный баскетбольный клуб из Москвы) es un equipo ruso de baloncesto profesional de la ciudad de Moscú, que actualmente milita en la VTB United League. Disputa sus partidos en el Dynamo Sports Palace, con capacidad para 5000 espectadores.

## Historia
La historia del club comienza con la creación del club de baloncesto infantil y juvenil "Runa-Basket", fundado en 2004. En 2013, sobre la base de otro club, el DYUBK, surgió el club de baloncesto Runa-Basket, un equipo masculino de la Primera Liga del Campeonato Ruso amateur.
En 2016, el club comenzó a participar en competiciones bajo los auspicios de la Federación de baloncesto de Rusia, en la segunda división de la Superliga de Rusia. Esa temporada acabó en la octava posición del campeonato.
En 2017 recibió el estatus de club de baloncesto profesional. El equipo principal empezó a jugar en la Superliga 1 en la temporada 2019/20. En 2023 alcanzó la final, en la que perdió ante el BC Uralmash Yekaterinburg, pero logró plaza de ascenso a la VTB United League.